# 入籍届
入籍届（にゅうせきとどけ）は、日本における戸籍法に関する書類。正式には入籍届書（にゅうせきとどけしょ）と言う。

## 概要
「入籍」は既に存在している戸籍に違う戸籍にいた人が入ることを意味する。
「入籍届」は父母の離婚・養子縁組・養子離縁などによって父母と別戸籍になった子を父母（父または母）と同じ戸籍に入れるための届出である。子のいる夫婦が離婚した後に婚姻時の戸籍から離脱した側（婚姻時に非筆頭者だった側）の戸籍に子を入れる場合、子のいる夫婦で筆頭者が養子となり子の氏を養親の氏に改める場合、および、子と同じ戸籍の独身者が結婚によりその戸籍から外れた後に婚姻後の自分の戸籍にその子を入れる場合などに行う。主に子の氏を変更する目的の届出だが、この届出により入籍した子が成年に達した際に自分自身の氏を変更することを目的に届け出る場合もある。

## 法的根拠
手続き根拠としては戸籍法第98条や民法第791条に規定されている。

## 手続き
手続きは入籍する者が行う。入籍する者が15歳未満の者の場合は法定代理人（多くの場合は親権者）が行う。
届出は入籍する者の本籍地または所在地（現住所）ですることができるが、本籍地等以外の役場でする際は、戸籍謄本（または戸籍の全部事項証明書）を添付しなければならない。
離婚等で父または母が氏を改めたことにより、子が父または母と異なる氏になっている場合に家庭裁判所の許可が必要である（父母が婚姻中である場合は不要）。